# Bandera de Sant Andreu de Llavaneres
La bandera oficial de Sant Andreu de Llavaneres té la següent descripció:
Bandera apaïsada de proporcions dos d'alt per tres de llarg, blava, amb una creu de Sant Andreu plena amb braços d'amplada de d'1/6 de l'alt de la bandera, de color blanc. Al mig i posada en pal una palma d'altura 7/9, de color verd.
La palma és la representació del martiri de Sant Andreu, patró de la Vila i el Sautor representa la seva creu.
Va ser aprovada el 20 d'agost de 1993 i publicada en el DOGC el 3 de setembre del mateix any amb el número 1792.